# Hessischer Radfernweg R2
Der Hessische Radfernweg R2 ist einer von neun Radfernwegen in Hessen. Er beginnt an der Landesgrenze zu Nordrhein-Westfalen zwischen Biedenkopf-Wallau und Bad Laasphe und führt durch Biedenkopf, Cölbe, Kirchhain, Alsfeld, Lauterbach, Fulda, Spessart bis hin zur Landesgrenze nach Bayern. Er folgt dabei den Läufen der Flüsse Lahn, Fulda, Lüder und Lauter und wird daher auch Vier-Flüsse-Tour genannt. Seine Gesamtlänge beträgt ungefähr 202 km.

## Beschaffenheit des Radwegs, Tourenlogo und Unterkünfte
Im Bereich entlang der Lahn ist der Radweg komplett asphaltiert und weist nur geringe, kurze Steigungen auf. In diesem Bereich ist der Radweg auch identisch mit dem Lahntal-Radweg. Der Streckenabschnitt im Sinntal zwischen Mottgers und Zeitlofs/Altengronau wurde 2016 erneuert und verlegt.
Im Sinntal verläuft der Radweg von Norden kommend bis Zeitlofs über lange Passagen auf Landstraßen ohne separate Radwege. Dadurch ist er auf einigen Strecken nicht gefahrlos zu passieren, auch weil es auf den entsprechenden Straßen kein weitergehendes Tempolimit gibt und der motorisierte Individualverkehr Geschwindigkeiten voll ausfahren kann.

## Anschluss an andere große Radwege
- Hessischer Radfernweg R8 bei Wallau
- Lahntal-Radweg identisch zwischen Wallau und Cölbe
- Hessischer Radfernweg R4 bei Alsfeld
- Hessischer Radfernweg R6 bei Kirchhain
- Vulkanradweg in Lauterbach
- Hessischer Radfernweg R7 ebenfalls in Lauterbach
- Hessischer Radfernweg R1 identisch zwischen Fulda und Ebersberg
- Rhön-Sinntal-Radweg in Altengronau